# Agios Sostis (Insel)
Agios Sostis (griechisch Άγιος Σώστης (m. sg.)) ist eine unbewohnte, kleine, felsige Insel in der Bucht von Laganas unmittelbar vor der Südküste der griechischen Insel Zakynthos im Ionischen Meer. Sie liegt etwa 100 Meter vor dem Hafen Agios Sostis und ist von dort über einen hölzernen Fußgängersteg verbunden.
Agios Sostis war früher direkt mit dem Festland von Zakynthos verbunden und wurde erst durch ein starkes Erdbeben 1633 abgetrennt. Ihr Name stammt von der Kirche des Hl. Sostis, die hier im 16. Jahrhundert stand.
Die Insel ist heute in Privatbesitz und wird als Bar und Diskothek benutzt. Sie ist deshalb in der Tourismusbranche auch unter dem Clubnamen als Cameo Island bekannt.